# Salão Kitty

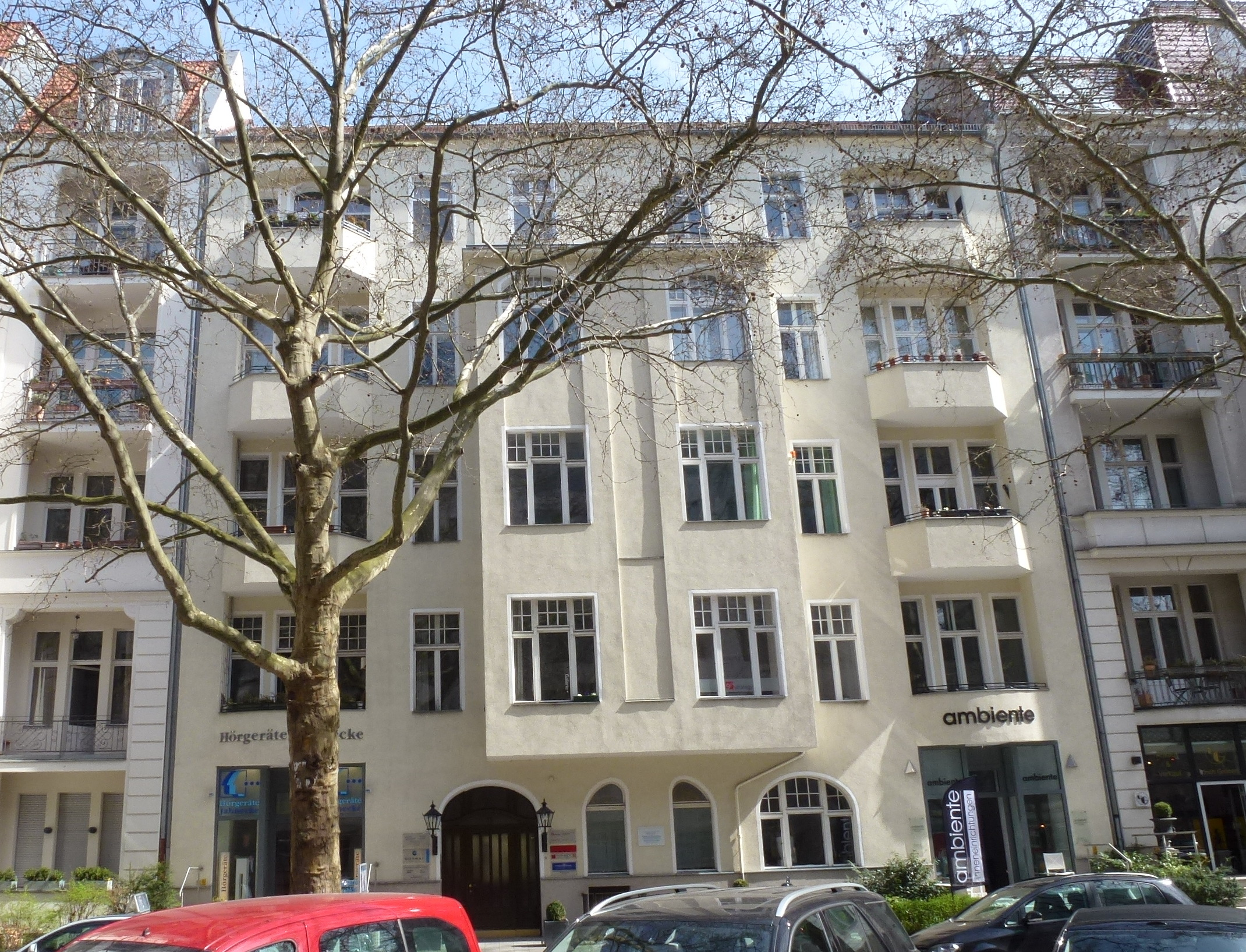
Giesebrechtstrasse 11, Berlim; Abril de 2013

O Salão Kitty foi um bordel de classe alta situado em Berlim e usado pelos serviços de informação nazis, o Sicherheitsdienst (SD), para espionagem durante a Segunda Guerra Mundial.
Criado no início da década de 1930, o salão foi tomado pelo general SS Reinhard Heydrich e o seu subordinado Walter Schellenberg em 1939. O bordel foi gerido pela proprietária original Kitty Schmidt durante a sua existência. O plano consistia em seduzir os dignitários superiores alemães, dignitários e visitantes estrangeiros e diplomatas, com álcool e mulheres, levando-os a revelar segredos ou a expressar as suas opiniões sobre assuntos e indivíduos nazis. Alguns frequentadores notáveis incluíam Heydrich, Joseph Dietrich, Galeazzo Montello e Joseph Goebbels. O edifício onde o salão estava inserido foi destruído num ataque aéreo em 1942, e o projecto rapidamente perdeu a sua importância. O Salão Kitty serviu de inspiração ou foi mesmo o centro de alguns argumentos de muitos bordéis representados em filmes envolvendo espionagem nazi.

### Impressa
- Craig, John (2005). Peculiar Liaisons: In War, Espionage, and Terrorism in the Twentieth Century. [S.l.]: Algora Publishing. ISBN 978-0875863337
- Frayling, Christopher (2005). Ken Adam: The Art of Production Design. [S.l.]: Farber & Farber. ISBN 0-571-23109-8
- Hyde, Montgomery (1985). Crimes and Punishment. [S.l.]: Marshall Cavendish. ISBN 978-0863073724
- Lepage, Jean-Denis (2013). An Illustrated Dictionary of the Third Reich. [S.l.]: McFarland Publishing. ISBN 978-1476603698
- Roland, Paul (2014). Nazi Women: The Attraction of Evil. [S.l.]: Arcturus Publishing. ISBN 978-1784280468
- Stephenson, Jill (2014). Women in Nazi Germany. [S.l.]: Routledge Publishing. ISBN 978-1317876083

### Online
- Private Schulz. British Broadcasting Corporation. Consultado em 4 de Maio de 2015
- Huhtasaari, Hanna (27 de Agosto de 2008). «Verführen für den 'Führer'». Spiegel.de (em alemão). Spiegel Online. Consultado em 4 de Julho de 2015
- Hüttl, Tina (11 de Maio de 2005). «Wie in ein Nazi-Bordell das echte Leben einzog» (em alemão). Die Tageszeitung. Consultado em 4 de Julho de 2015